# Paul Steiner
Paul Steiner (Waldbrunn, Alemania Federal, 23 de enero de 1957) es un exfutbolista alemán que jugaba como defensa. También trabajó como ojeador del Bayer Leverkusen (1998-2008) y del Colonia (2008-2011).

## Selección nacional
Fue internacional con la selección de Alemania Federal en una ocasión. Formó parte de la selección campeona del mundo en 1990, pese a no haber jugado ningún partido.

### Participaciones en Copas del Mundo
| Mundial                        | Sede   | Resultado | Partidos | Goles |
| ------------------------------ | ------ | --------- | -------- | ----- |
| Copa Mundial de Fútbol de 1990 | Italia | Campeón   | 0        | 0     |

## Clubes
| Club             | País             | Año       |
| ---------------- | ---------------- | --------- |
| Waldhof Mannheim | Alemania Federal | 1975-1979 |
| MSV Duisburgo    | Alemania Federal | 1979-1981 |
| Colonia          | Alemania         | 1981-1991 |

## Palmarés

### Campeonatos nacionales
| Título           | Club    | País             | Año  |
| ---------------- | ------- | ---------------- | ---- |
| Copa de Alemania | Colonia | Alemania Federal | 1983 |

### Copas internacionales
| Título                 | Selección        | Sede   | Año  |
| ---------------------- | ---------------- | ------ | ---- |
| Copa Mundial de Fútbol | Alemania Federal | Italia | 1990 |